# (43667) Dumlupınar
(43667) Dumlupınar – planetoida z grupy pasa głównego asteroid okrążająca Słońce w ciągu 3 lat i 299 dni w średniej odległości 2,44 j.a. Została odkryta 4 kwietnia 2002 roku w programie NEAT w Haleakalā. Nazwa planetoidy pochodzi od tureckiego okrętu podwodnego Dumlupınar, który zatonął 4 kwietnia 1953 roku po zderzeniu ze szwedzkim frachtowcem Naboland podczas przekraczania Dardaneli. W wypadku zginęło 81 marynarzy, cała załoga łodzi podwodnej. Przed nadaniem nazwy planetoida nosiła oznaczenie tymczasowe (43667) 2002 GO1.